# Kesznyéteni vízerőmű
A Kesznyéteni vízerőmű a Hernád és a Sajó folyók közé épített üzemvízcsatornán, Kesznyéten és Tiszalúc között helyezkedik el. 4,4 MW-os teljesítményével Magyarország harmadik legnagyobb vízerőműve.
Közúti elérését egy magánút biztosítja, amely Kesznyéten központjától mintegy 3,5 kilométerre északra ágazik ki kelet felé a településre észak felől bevezető 3613-as útból.

## Története
A 20. század elején a Hernád folyóra épített gibárti és a felsődobszai vízerőművek sikere után merült fel az igény az építésére. Az erőmű terve és engedélyezési okirata 1931-ben készült el, azonban a világgazdasági válság miatt csak 1938-ban indult meg az építkezés. Zemplén vármegye alispánja 1940. május 4-én adott vízjogi létesítési engedélyt a vízerőműre, melyet 1945-ben üzemeltek be. Üzembehelyezésének időszakában az ország legmodernebb és legnagyobb vízierőműve volt.
Az erőmű terveit Sabathiel Richárd budapesti műegyetemi tanár készítette el, az építés vezetője Koltay Benő főmérnök volt. A hidakat szárazon készítették el, ezt követően távolították el alóluk a földet. A csatornák elkészítése után az építkezés az állandóan feltörő talajvíz miatt nehézkesen haladt. A helyi hagyomány szerint tizenhárom forrás található az erőmű épületei alatt. A rendszeres vizesedési problémák miatt az alapozást 1948-ban Galli László tervei alapján megerősítették.
Az erőmű üzembehelyezése közben vonult át a front a térségben. Katonai parancsra az üzemvízcsatornát a turbinákon keresztül le kellett üríteni, ennek következtében az egyik olajozatlanul megfutott gépnek elgörbültek a tengelyei, kiolvadtak a csapágyai. A tengelyeket kiegyengették, s bár többször is újra elvetemedtek, ma is ezekkel működik az erőmű.
A kesznyéteni vízerőmű kezdetben az építtető tulajdonában volt. A Diósgyőri vasgyár után a Borsodi Hőerőműhöz csatolták, később a Tiszalöki Vízerőműhöz, majd a Tiszai Erőmű Rt-hez került. Jelenlegi működtetője a Hernádvíz Kft. 1997-ben ez volt az ország első, privatizálás után magánkézbe került vízerőműve. Napjainkban az erőmű átlagosan 25 főnek biztosít állandó munkát.

## Műszaki jellemzői
A vízerőmű meglévő, természetes terepadottságot hasznosít. A Hernád a Sajóba torkolása előtt délnyugatra kanyarodva megkerül egy lapos dombhátat, amely Hernádnémetitől délre húzódik. A dombhát gerincén vezetett felvízcsatorna segítségével terelték Bőcsnél az ősmederből a folyó vízhozamának nagyobbik részét a kesznyéteni vízerőtelephez, és a Sajóba továbbvezető 2,5 km hosszú alvízcsatornába. Az ősmeder 500 liter vizet kap vissza másodpercenként. Az összesen 7,3 km hosszú csatorna hasznos esése 13,8 m.
Az erőműben két, egyenként 2,2 MW teljesítményű, függőleges tengelyű Kaplan-turbina üzemel, amely Ganz-gépgyár által gyártott generátorokat hajt meg. Az építés időszakában a szabályozórendszereket Svájcból importálták, a többi műszaki berendezés magyar termék volt. Az erőmű főbb létesítményei a duzzasztómű, a vízkivételi mű, a 4800 méter hosszú, burkolt üzemvízcsatorna, a 2500 méteres tározótér, illetve a 2500 méter hosszú alvízcsatorna.
Az erőmű a vízhozamtól függően 13-14 millió kWh villamos energiát állít elő évente, csapadékosabb időszakban azonban 18 millió kWh teljesítményre is képes. Az építésekor csak a Diósgyőri vasgyárhoz kapcsolódott az erőmű, ma az országos villamos hálózathoz csatlakozik. Részesedése az ország energiaellátásából 0,01%. Az első 50 évben a turbinák 23 milliárd köbméter víz segítségével 220 ezer üzemóra alatt mintegy 670 millió kWh-t teljesítettek.